# رينالدو لوبو
رينالدو لوبو (بالبرتغالية: Reinaldo Lobo‏) (5 أبريل 1988 في البرازيل - ) هو لاعب كرة قدم برازيلي في مركز الهجوم. لعب مع غريميو نوفوريزونتينو ونادي باسوش دي فيريرا ونادي فيغورينسي وU.D. Oliveirense ‏ وميترا كوكار ‏ وItabuna Esporte Clube ‏ وEsporte Clube Itaúna ‏ ونادي بينانق.

## وصلات خارجية
- رينالدو لوبو على موقع قاعدة بيانات كرة القدم.إي يو (الإنجليزية)
- رينالدو لوبو على موقع Soccerway.com (الإنجليزية)